# Thế giới Hoàn mỹ
Thế giới Hoàn Mỹ (完美世界) là trò chơi trực tuyến đồ họa 3D, sản phẩm được phát triển bởi Perfect World (完美世界股份有限公司). Đây là một game online thuộc thể loại MMORPG (Trò chơi nhập vai trực tuyến nhiều người chơi) rất được yêu thích ở khá nhiều quốc gia như Malaysia, Trung Quốc. Tại Việt Nam, trò chơi được Việt hóa và phát hành bởi công ty Quang Minh DEC từ ngày 5 tháng 2 năm 2007, hình thức miễn phí giờ chơi (free to play).

## Bối cảnh game
Không được xây dựng theo một bối cảnh lịch sử nào nhất định, Nội dung của Thế giới Hoàn Mỹ là một câu chuyện mang đậm chất truyền thuyết .
 Câu chuyện bắt đầu từ thửa sơ khai, khi trời đất còn hỗn mang. Thần Bàn Cổ một tay khai thiên lập địa tạo dựng trời và đất.
Sau cùng, Thần hoá giải toàn thân, sinh ra nhật nguyệt tinh tú, chư thần và sinh linh vạn vật... Vật chất trong thế giới do Thần Bàn Cổ tạo ra được cấu tạo bởi 5 nguyên tố Thần Công: Kim, Thủy, Mộc, Hỏa, Thổ, mỗi nguyên tố do một vị thần cai quản. Các thần có mối liên hệ đặc biệt với sinh linh dưới Hạ giới, có thể truyền năng lượng cho nhau thông qua mối quan hệ là "Tín Ngưỡng". Chư thần mất đi tín ngưỡng sẽ suy kiệt linh lực và gặp đại nạn, vì vậy 5 vị thần cai quản 5 nguyên tố công khai giao tranh để giành tín ngưỡng của cư dân Hạ giới. Đặc biệt, Thủy thần Công Công và Hỏa thần Chúc Dung quyết chiến với nhau triền miên khiến nhân gian bao phen lao đao. Thủy thần Công Công qua 9 lần liên tiếp đại bại liền nổi cơn phẫn nộ, dâng Hồng Thủy nhấn chìm cả Hạ giới, sử sách gọi là "Đại nạn Hồng Thủy". 
Sinh linh Hạ giới đối mặt với hiểm họa diệt vong, chư thần cũng mất đi tín ngưỡng. Để cứu vãn sai lầm, chư thần tập trung toàn bộ nguyên khí còn lại cùng với linh lực của 5 nguyên tố thần công tạo ra một thế giới mới ở giữa Hạ giới và Thiên giới, gọi là Thiên Thượng Nhân Gian. Sau đó, vì nguyên khí bị tổn thương, chư thần phải đồng loạt lui về dưỡng sức tại vùng đất thần tịch nằm sâu trong vũ trụ. Tương truyền trước đó, mỗi thần đã chọn ra một sinh linh làm đại diện cho mình để tiếp tục duy trì tín ngưỡng, tục gọi là Thần Duệ. Những sinh linh có được linh lực trên thế gian như người tu hành, yêu quái… đều gia nhập vào thế giới mới và gọi nơi đây là Thế giới Hoàn Mỹ. Những sinh linh không thể gia nhập thì phải gian lao khổ cực mới vượt qua được đại nạn. Khả năng ứng biến và sức sinh tồn của con người đã nằm ngoài sự tiên đoán của chư thần: ở phương Tây, con người đã tạo ra một con thuyền lớn để giành lấy sự sống; ở phương Đông, họ vận dụng thuật đào kênh dẫn nước để tiếp tục sinh tồn…
Rồi một đêm, Hoàn Mỹ đã xảy ra sự kiện lớn: đạo quân thần bí ở lục địa phía Tây phá Huyết Hải quan cùng vô số quái vật ở lục địa miền Trung tiến vào; đội quân của kinh đô Thanh Đế uy hiếp bờ biển Hoàng Kim, mạch máu kinh tế của kinh đô Hoàng Đế. Cùng lúc đó, xuất hiện lời đồn về dòng khí đen hung ác ngàn năm đã hồi sinh Thần Thú Chúc Long và các loài ma thú, quái vật đột nhiên từ vực sâu bí ẩn tràn lên đánh phá khắp nơi. Nguy hiểm hơn nữa là không biết kẻ nào đã thêu dệt ra câu chuyện về cơ hội sở hữu sức mạnh của chư thần, được 33 tầng trời và 18 tầng địa ngục thần phục nếu tiêu diệt được các Thần Duệ, cắt đứt mối liên hệ của chư thần khiến chư thần mãi mãi ở lại vùng đất thần tịch.

## Các lớp nhân vật
Thế giới Hoàn Mỹ có tất cả sáu chủng tộc để người chơi lựa chọn bao gồm Nhân tộc, Thú Tộc, Vũ Tộc, Tịch Tộc, Linh Tộc,Long Tộc
- Nhân tộc

Bao gồm 2 lớp là Kiếm Khách và Pháp Sư, dụng cụ dùng để phi thiên (bay) là các thanh kiếm.
- Thú tộc

Bao gồm 2 lớp là Tiên Thú và Thần Thú, dụng cụ dùng để phi thiên (bay) là các loại linh thú.
- Vũ tộc

Bao gồm 2 lớp là Vũ linh và Vũ mang, dụng cụ dùng để phi thiên (bay) là cánh.
- Tịch Tộc

Bao gồm 2 lớp nhân vật là Vu Sư và Thích Khách, dụng cụ dùng để phi thiên (bay) là cánh nhưng giống vay cá và có ánh sáng trong suốt
(Đây là tộc xuất hiện cùng với phiên bản Truyền Thuyết Nhân Ngư ra mắt tháng 4/2010) 
- Linh Tộc

Bao gồm 2 lớp nhân vật là Kiếm Linh và Mị Linh, dụng cụ dùng để phi thiên (bay) là diều
(Đây là tộc mới xuất hiện cùng với phiên bản 2012 ra mắt tháng 8/2011) 
- Long Tộc

Bao gồm 2 lớp nhân vật là Dạ Ảnh và Nguyệt Tiên

## Nét đặc trưng của TGHM
- Thế giới 3D: Đây là một tính năng đặc trưng của Thế giới Hoàn Mỹ, với màn hình 16:9 người chơi sẽ có được một góc nhìn ấn tượng[6]. Tuy nhiên với các máy có cấu hình thấp thì không phát huy được hết hiệu quả của tính năng này.
- Công Thành Chiến: Là một sự kiện xảy ra thường xuyên trong game. Các game thủ sẽ tiến hành đánh chiếm hoặc cố thủ thành mà mình muốn giữ hoặc đang giữ. Sẽ có một số phần thưởng nhất định trong game được dành cho người chiến thắng.
- Bay: Đây là một tính năng mà hầu hết các sản phẩm game thuộc thể loại MMORPG hiện nay đều có, tuy nhiên điểm khác biệt của TGHM chính là việc tận dụng tối đa điểm mạnh 3D để tạo cho người chơi những cảm giác bay lượn thực sự[7]
- Tạo hình nhân vật:Người chơi có thể thỏa sức tạo cho mình một nhân vật theo ý muốn[8]. Đây là tính năng chưa được thấy ở các sản phẩm game cùng thể loại.

## Tin liên quan về TGHM
- Gương mặt đại diện

Tương tự như ở Trung Quốc với gương mặt đại diện cho game là diễn viên điện ảnh nổi tiếng Lưu Diệc Phi thì ở Việt Nam là ca sĩ Đan Trường.
- Giải thưởng

Game online MMORPG có đồ họa ấn tượng nhất năm 2007 tại Giải thưởng Việt Game.
Game online MMORPG có đồ họa ấn tượng nhất năm 2008 tại Giải thưởng Việt Game.
Nhà phát hành game xuất sắc nhất năm 2008 cho Quang Minh DEC tại Giải thưởng Việt Game.
- Những vấn đề của sản phẩm

Đòi hỏi máy cài đặt sử dụng phải có cấu hình tương đối cao.
Trò chơi Thế giới Hoàn Mỹ thường xuyên bị kêu ca là một sản phẩm game có quá ít sự kiện ingame dành cho người chơi. Hoặc nếu có thì độ hấp dẫn của các sự kiện là quá kém và không tạo được độ thu hút.
Các sự kiện hầu như xoay xung quanh việc khuyến mãi nạp thẻ.
Người chơi kêu ca vì phải bỏ quá nhiều tiền để có thể tham gia vào game (mua các vật phẩm thực hiện nhiệm vụ, phù...).
Việc thực hiện quest trong game khá khó khăn và mất nhiều thời gian trong khi các bản hướng dẫn lại không đầy đủ và rõ ràng nên chưa tạo được sự tiện lợi cho người chơi khi tham gia vào game. Trong khi đó game còn áp dụng hình thức 5h chơi theo thông tư 60 do vậy đã làm cho người chơi khá khó chịu khi tham gia.
Đội ngũ GM làm việc thiếu chuyên nghiệp, gây ra nhiều ức chế cho người chơi.
Trong giai đoạn C-B của TGHM nhà phát hành Quang Minh DEC đã bị xử phạt số tiền 15.000.000VND do hành động tự ý phát hành game mà chưa có văn bản xác nhận của Bộ BCVT về việc đáp ứng các điều kiện kỹ thuật, nghiệp vụ.

## Thế giới Hoàn Mỹ từ năm 2010 tới nay
- Chuyển đổi nhà phát hành

Từ 1/1/2010 Thế giới Hoàn Mỹ đã có nhà phát hành mới DECO Online Entertainment thay cho Quang Minh DEC trước kia. Hoạt động thay đổi nhà phát hành này được giải thích là sự kết hợp của 2 đơn vị Quang Minh DEC và DECO Online Entertainment nhằm nâng cao chất lượng điều hành sản phẩm và chăm sóc khách hàng.
- Cập nhật phiên bản: Truyền Thuyết Nhân Ngư

4 tháng sau khi tiếp nhận Thế giới Hoàn Mỹ từ Quang Minh DEC, DECO Online Entertainment đã lột xác tựa game này bằng bản cập nhật lớn mang tên Truyền Thuyết Nhân Ngư với nhiều điều mới mẻ: Thêm 2 lớp nhân vật mới: Vu Sư và Thích Khách (thuộc Tịch Tộc). Bổ sung thêm nhiều bản đồ, vật phẩm mới.
Theo giới game thủ đánh giá, lần cập nhật này cùng các hoạt động điều hành & CSKH khá chu toàn từ DECO đã làm Thế giới Hoàn Mỹ lấy lại vị thế vốn có trong làng game Việt với việc tăng trưởng vượt bậc về lượng người tham gia.
Thế giới Hoàn Mỹ phiên bản Truyền Thuyết Nhân Ngư (thường được gọi là Thế giới Hoàn Mỹ 2) là một trong những game 3D thành công nhất thị trường Việt Nam và là MMORPG ra mắt ấn tượng nhất làng game Việt nửa đầu năm 2010.
- Cập nhật phiên bản mới: 2012

Vào 8/2011 DECO Online Entertainment đã cập nhật Thế giới Hoàn Mỹ 2012, đồ hoạ của game được nâng tầm lên một bậc so với phiên bản trước, đồng thời phiên bản này còn giới thiệu thêm 2 lớp nhân vật mới: Kiếm Linh và Mị Linh (thuộc Linh Tộc). Bổ sung thêm nhiều bản đồ, vật phẩm mới, ngoài ra phiên bản Thế giới Hoàn Mỹ 2012 (được gọi là Thế giới Hoàn Mỹ 3) còn có tính năng đáng chú ý đó là hệ thống Thánh Đường hôn lễ (đây là nơi cho phép các game thủ cưới nhau chính thức).